# Dendrocolaptes punctipectus
El trepatroncos barrado oriental (Dendrocolaptes punctipectus) es una especie —o la subespecie Dendrocolaptes sanctithomae punctipectus dependiendo de la clasificación considerada— de ave paseriforme de la familia Furnariidae, subfamilia Dendrocolaptinae, perteneciente al género Dendrocolaptes. Es nativa del norte de Sudamérica

## Distribución y hábitat
Se distribuye por el norte de Colombia (medio valle del Magdalena al sur hasta Santander, también en Norte de Santander) y noroeste de Venezuela (cuenca del Maracaibo en Zulia y norte de Mérida).
Sus hábitat natural es el sotobosque de selvas húmedas de tierras bajas y montanas, hasta los 3000 metros de altitud.

## Estado de conservación
El trepatroncos barrado oriental ha sido calificado como vulnerable por la Unión Internacional para la Conservación de la Naturaleza (IUCN) debido a que su pequeña y fragmentada población, estimada entre 2500 y 10 000 individuos maduros se considera estar en decadencia como resultado de la extensa deforestación dentro de su zona, que es relativamente grande. Pero, se sospecha que esta decadencia no exceda los 30% a lo largo de las próximas tres generaciones.

## Sistemática

### Descripción original
La especie D. punctipectus fue descrita por primera vez por los ornitólogos estadounidenses William Henry Phelps y Ernest Thomas Gilliard en 1940 bajo el nombre científico de subespecie Dendrocolaptes certhia puncti-pectus; su localidad tipo es: «La Sierra, Río Negro, distrito de Perijá, Zulia, Venezuela».

### Etimología
El nombre genérico masculino «Dendrocolaptes» deriva del griego «δενδροκολαπτης dendrokolaptēs»: pájaro que pica los árboles, que se compone de las palabras «δενδρον dendron»: árbol y «κολαπτω kolaptō»: picar;  y el nombre de la especie «punctipectus», se compone de las palabras del latín «punctum»: punto, mota, y «pectus, pectoris»: pecho, significando «de pecho punteado».

### Taxonomía
La presente especie es tratada como la subespecie D. sactithomae punctipectus del trepatroncos barrado norteño (Dendrocolaptes sanctithomae) por la mayoría de las clasificaciones; sin embargo, las clasificaciones Aves del Mundo (HBW) y Birdlife International (BLI), la consideran una especie separada, con base en diferencias de vocalización y morfológicas.
Las principales diferencias apuntadas por HBW para justificar la separación son: el canto, que consiste del mismo número de silbidos, pero que en vez de ser marcadamente arrastrado ascendiente en todo el canto, comienza liso en timbre y se vuelve progresivamente muy arrastrado, con rango de frecuencias más estrecho en las primeras notas y frecuencia máxima menor en todo el canto; el tamaño mayor; y el mentón y garganta moteados y no barrados.
La subespecie propuesta hyleorus (de Magdalena, Colombia) es dudosamente distinta y se incluye en la nominal. Es monotípica.